# First Issue
First Issue (también conocida como Public Image) es el primer álbum de la banda de post-punk, Public Image Ltd. Lanzado en 1978 por Virgin Records.

## Sesiones de grabación
El álbum fue grabado entre julio y noviembre de 1978 en diferentes estudios. La canción "Public Image", fue grabada por primera vez (la pista de fondo en los Estudios Advision más voces y la mezcla en los Wessex Studios) en julio de 1978. La totalidad de la primera cara del disco se grabó después en el otoño en los Townhouse Studios y The Manor Studio. Las tres últimas canciones en el otro lado se registraron en Gooseberry Sound Studios, un estudio de demostración barato que se utilizó porque la banda se quedó sin dinero.

## Cancelado lanzamiento americano
El 9 de febrero de 1979, los estudios de grabación Warner Bros. en North Hollywood, California fabricó una prueba impresa del álbum de PiL en los Estados Unidos bajo el sello Warner Bros. Records . El sonido del disco fue considerado como demasiado poco comercial para un lanzamiento en Estados Unidos y se le pidió a PIL regrabar partes del álbum.
 Aunque la banda grabó nuevas versiones de algunos temas, entre marzo y mayo de 1979, el álbum nunca fue lanzado en los EE. UU.

## Lista de canciones
1. "Theme" – 9:05
2. "Religion I" – 1:40
3. "Religion II" – 5:40
4. "Annalisa" – 6:00
5. "Public Image" – 2:58
6. "Low Life" – 3:35
7. "Attack" – 2:55
8. "Fodderstompf" – 7:40

## Alineación
- John Lydon - Voz
- Keith Levene - Guitarra; piano en "Religion II"
- Jah Wobble - Bajo; Voz en "Fodderstompf"
- Jim Walker - Batería; Voz en "Fodderstompf"